# 泉南市男子中学生自殺事件
泉南市男子中学生自殺事件（せんなんし だんしちゅうがくせい じさつじけん）は、2022年（令和4年）3月18日に大阪府泉南市において、男子中学生がいじめなどを理由に自殺した事件。

## 概要
2022年（令和4年）3月18日、大阪府泉南市内の中学校に在学していた当時中学1年生の男子生徒が、自宅近くで自殺した。男子生徒は小学校時代からいじめを受けており、学校や教育委員会にも相談していたほか、自殺する半年前には大阪弁護士会のLINE相談窓口にも相談していたという。また、自殺の背景には、担任からの暴力的指導もあったという。
その後、遺族が市の第三者機関の「市子どもの権利条例委員会」を通じていじめの有無などについて検証を求めているにもかかわらず、市側が4ヶ月間にわたり事実上放置していた。
7月20日、条例委が記者会見を開き、自殺から4ヶ月が経過しても教育委員会への報告や審議が行われていないと指摘。母親から聞き取った内容や市教委への意見を報告書にまとめて、7月1日に山本優真市長に渡そうとしたが、拒否されたと説明した。
市長は受け取りを拒否した理由について、「（第三者機関の検証の）進め方について課題があり、報告書の受け取りというのは難しいという旨の話が（教育委員会事務局から）あった」と説明していた。また、受け取り拒否の背景には、事件の発生が前市長の竹中勇人の時で、市長本人が「どこまで把握しているか分からない」と泉南市役所秘書広報課は説明しており、それが行政側の対応の遅れにつながったとの見方がある。
7月21日、市長は一転して報告書を受け取る意向を示し、「報告書について市の顧問弁護士の説明が『守秘義務違反があり受け取り拒否できる』から『拒否はできない』に変わり、困惑している」と釈明。また、市長と教育委員会による「総合教育会議」を設置する方針も示した。
8月4日、市長は総合教育会議にて、自殺の背景を市教委による第三者委員会が調査するのと並行し、市教委や学校の対応について市長直轄の第三者委員会を設置し、独自に調査することを提案した。
9月22日、市教育委員会は市長の提案を踏まえ、第三者委員会で進めてきた調査を、市長直轄で設置される別の第三者委に委ねることを決定した。
冨森ゆみ子教育長は、男子生徒の保護者が市長部局での調査を希望しており「市教委でこれ以上の調査は困難」と述べた。
今回の手法は全国的にみても異例で、市教育委員会による第三者委員会はこれ以上調査ができないと判断して一旦休止し、いわゆる市長直轄の再調査委員会を設置することで保護者が希望する調査をスピード感をもって進めるというものである。
なお、市教育委員会は市長直轄の再調査委員会の報告を踏まえて、第三者委員会を再開し、報告書を作成するとしている。